# Clair Cooper
Clair Cooper là một người mẫu. Cô đại diện cho Anh tại cuộc thi Hoa hậu Trái Đất 2007 được tổ chức ở Quezon, Philippines. Sau đó, cô đoạt vương miện Hoa hậu Hoàn vũ Vương quốc Anh 2009. Ngày 23 tháng 8 năm 2009, cô đại diện cho Vương quốc Liên hiệp Anh và Bắc Ireland tại đấu trường Hoa hậu Hoàn vũ 2009 được tổ chức ở Bahamas.

## Video âm nhạc
Năm 2009, Clair đóng vai chính trong video âm nhạc Faded Popstar (đạo diễn bởi Rob Shan Lone)